# 渡邉修介

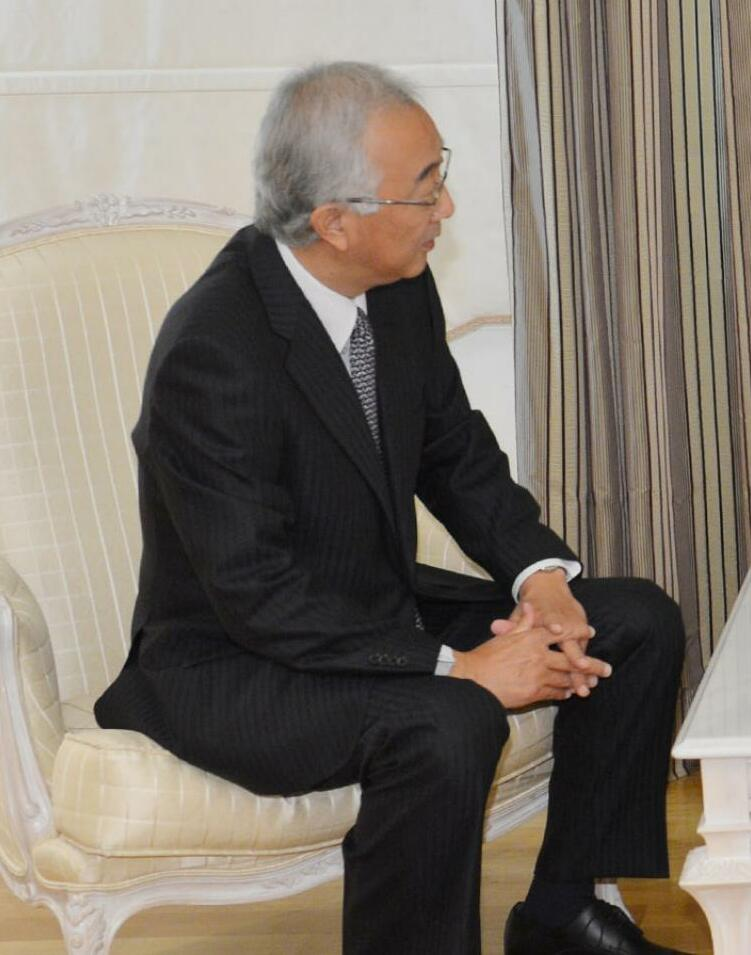

渡邉 修介（渡辺 修介、わたなべ しゅうすけ）は、日本の外交官。

## 人物・経歴
北海道小樽市出身。1973年（昭和48年）大阪外国語大学外国語学部を卒業し、外務省に入省した。外務省在サハリン出張駐在官事務所長、在モルドヴァ日本国大使館参事官、外務省欧州局ロシア課企画官、同ロシア交流室長、2008年（平成20年）5月、ユジノサハリンスク総領事を経て、2010年（平成22年）9月10日から、アゼルバイジャン駐箚特命全権大使。
2013年（平成25年）11月29日依免官。退官後、2014年（平成26年）1月1日から、北方領土問題対策協会理事（非常勤）。
2024年、瑞宝中綬章受章。

## 同期
- 河野雅治（11年駐伊大使・09年駐露大使・07年外務審議官・05年総合外交政策局長）
- 天野万利（07年OECD事務次長）
- 塩尻孝二郎（11年EU大使・08年駐インドネシア大使・05年外務省大臣官房長）
- 坂場三男（08年ベトナム大使・06年外務報道官・中南米局長）
- 加来至誠（11年ホンジュラス大使・07年駐エルサルバドル大使）
- 杉本信行（01年上海総領事）
- 鈴木一泉（10年駐コロンビア大使）
- 中村滋（11年マレーシア大使・06年駐サウジアラビア大使・04年国際情報統括官）
- 岩谷滋雄（10年駐オーストリア大使）
- 黒田義久（10年駐ウズベキスタン大使）
- 鹿取克章（11年インドネシア大使、06年駐イスラエル大使・05年外務報道官・04年領事局長）
- 塩崎修（08年駐ホンジュラス大使）
- 神谷武（11年パラグアイ大使・08年アルジェリア大使）
- 塩口哲朗（11年ベネズエラ大使・08年駐ヨルダン大使・06年国際協力銀行理事・04年駐コートジボワール大使）
- 水野達夫（07年駐ネパール大使）
- 堀江正彦（07年マレーシア大使・04年カタール大使）
- 野川保晶（12年ニュージーランド大使）
- 岡田眞樹（11年タンザニア大使・09年農畜産業振興機構理事）
- 小林正雄（11年ガボン大使・10年官房調査官）